# 1. ŽNL Vukovarsko-srijemska 2013./14.
Prvenstvo je osvojila NK Mladost Vođinci i izborila pravo nastupa u Međužupanijsku ligu Osijek – Vinkovci, dok su u 2. ŽNL Vukovarsko-srijemsku ispali NK Budućnost Šiškovci, NK Šokadija Babina Greda i NK Zrinski Bošnjaci.

## Tablica
| Mj. | Klub                              | Sus. | Pobj. | Nerj. | Por. | GR.   | Bod. |
| --- | --------------------------------- | ---- | ----- | ----- | ---- | ----- | ---- |
| 1.  | NK Mladost Vođinci                | 30   | 17    | 7     | 6    | 56:37 | 58   |
| 2.  | NK Croatia Bogdanovci             | 30   | 16    | 8     | 6    | 66:44 | 56   |
| 3.  | NK Slavonija Soljani              | 30   | 15    | 6     | 9    | 83:39 | 51   |
| 4.  | NK Slavonac Gradište              | 30   | 15    | 5     | 10   | 57:32 | 50   |
| 5.  | NK Dilj Vinkovci                  | 30   | 13    | 9     | 8    | 50:28 | 48   |
| 6.  | NK Sladorana Županja              | 30   | 13    | 8     | 9    | 56:45 | 47   |
| 7.  | NK HAŠK Sokol Stari Jankovci      | 30   | 13    | 7     | 10   | 44:40 | 46   |
| 8.  | NK Mladost Privlaka               | 30   | 12    | 10    | 8    | 47:56 | 46   |
| 9.  | NK Hrvatski sokol Mirkovci        | 30   | 12    | 5     | 13   | 41:55 | 41   |
| 10. | NK Vidor Matijević Srijemske Laze | 30   | 9     | 10    | 11   | 38:42 | 37   |
| 11. | NK Tomislav Cerna                 | 30   | 10    | 7     | 13   | 35:51 | 37   |
| 12. | NK Frankopan Rokovci-Andrijaševci | 30   | 11    | 4     | 15   | 29:49 | 37   |
| 13. | HNK Radnički Vukovar              | 30   | 9     | 7     | 14   | 32:37 | 34   |
| 14. | NK Budućnost Šiškovci             | 30   | 9     | 5     | 16   | 49:62 | 32   |
| 15. | NK Šokadija Babina Greda          | 30   | 6     | 5     | 19   | 32:57 | 23   |
| 16. | NK Zrinski Bošnjaci               | 30   | 6     | 5     | 19   | 25:66 | 23   |

## Rezultati
| NK Tomislav Cerna - NK Šokadija Babina Greda 2:1 NK Frankopan Rokovci-Andrijaševci - NK Sladorana Županja 3:0 NK Croatia Bogdanovci - NK Dilj Vinkovci 2:1 NK Slavonija Soljani - NK Slavonac Gradište 1:2 NK Hrvatski sokol Mirkovci - NK HAŠK Sokol Stari Jankovci 1:1 NK Zrinski Bošnjaci - NK Mladost Privlaka 1:1 NK Vidor Matijević Srijemske Laze - HNK Radnički Vukovar 2:0 NK Mladost Vođinci - NK Budućnost Šiškovci 4:1 | NK Mladost Vođinci - NK Vidor Matijević Srijemske Laze 2:1 HNK Radnički Vukovar - NK Zrinski Bošnjaci 1:2 NK Mladost Privlaka - NK Hrvatski sokol Mirkovci 1:0 NK HAŠK Sokol Stari Jankovci - NK Slavonija Soljani 2:0 NK Slavonac Gradište - NK Croatia Bogdanovci 2:4 NK Dilj Vinkovci - NK Frankopan Rokovci-Andrijaševci 2:0 NK Sladorana Županja - NK Tomislav Cerna 2:1 NK Budućnost Šiškovci - NK Šokadija Babina Greda 6:0 | NK Zrinski Bošnjaci - NK Mladost Vođinci 0:1 NK Hrvatski sokol Mirkovci - HNK Radnički Vukovar 1:0 NK Slavonija Soljani - NK Mladost Privlaka 11:1 NK Croatia Bogdanovci - NK HAŠK Sokol Stari Jankovci 1:0 NK Frankopan Rokovci-Andrijaševci - NK Slavonac Gradište 1:0 NK Tomislav Cerna - NK Dilj Vinkovci 1:3 NK Šokadija Babina Greda - NK Sladorana Županja 1:5 NK Vidor Matijević Srijemske Laze - NK Budućnost Šiškovci 2:2 |
| NK Mladost Vođinci - NK Hrvatski sokol Mirkovci 1:1 NK Vidor Matijević Srijemske Laze - NK Zrinski Bošnjaci 0:1 HNK Radnički Vukovar - NK Slavonija Soljani 3:2 NK Mladost Privlaka - NK Croatia Bogdanovci 2:3 NK HAŠK Sokol Stari Jankovci - NK Frankopan Rokovci-Andrijaševci 4:1 NK Slavonac Gradište - NK Tomislav Cerna 2:0 NK Dilj Vinkovci - NK Šokadija Babina Greda 0:0 NK Budućnost Šiškovci - NK Sladorana Županja 0:2 | NK Slavonija Soljani - NK Mladost Vođinci 2:3 NK Hrvatski sokol Mirkovci - NK Vidor Matijević Srijemske Laze 2:0 NK Croatia Bogdanovci - HNK Radnički Vukovar 1:1 NK Frankopan Rokovci-Andrijaševci - NK Mladost Privlaka 0:2 NK Tomislav Cerna - NK HAŠK Sokol Stari Jankovci 0:5 NK Šokadija Babina Greda - NK Slavonac Gradište 0:4 NK Sladorana Županja - NK Dilj Vinkovci 1:0 NK Zrinski Bošnjaci - NK Budućnost Šiškovci 2:3 | NK Mladost Vođinci - NK Croatia Bogdanovci 3:2 NK Vidor Matijević Srijemske Laze - NK Slavonija Soljani 4:1 NK Zrinski Bošnjaci - NK Hrvatski sokol Mirkovci 0:2 HNK Radnički Vukovar - NK Frankopan Rokovci-Andrijaševci 1:0 NK Mladost Privlaka - NK Tomislav Cerna 1:0 NK HAŠK Sokol Stari Jankovci - NK Šokadija Babina Greda 4:1 NK Slavonac Gradište - NK Sladorana Županja 2:2 NK Budućnost Šiškovci - NK Dilj Vinkovci 1:2  |
| NK Frankopan Rokovci-Andrijaševci - NK Mladost Vođinci 0:1 NK Croatia Bogdanovci - NK Vidor Matijević Srijemske Laze 5:0 NK Slavonija Soljani - NK Zrinski Bošnjaci 5:0 NK Tomislav Cerna - HNK Radnički Vukovar 1:1 NK Šokadija Babina Greda - NK Mladost Privlaka 2:3 NK Sladorana Županja - NK HAŠK Sokol Stari Jankovci 1:1 NK Dilj Vinkovci - NK Slavonac Gradište 1:1 NK Hrvatski sokol Mirkovci - NK Budućnost Šiškovci 3:0 | NK Mladost Vođinci - NK Tomislav Cerna 4:0 NK Vidor Matijević Srijemske Laze - NK Frankopan Rokovci-Andrijaševci 2:2 NK Zrinski Bošnjaci - NK Croatia Bogdanovci 2:2 NK Hrvatski sokol Mirkovci - NK Slavonija Soljani 1:1 HNK Radnički Vukovar - NK Šokadija Babina Greda 0:0 NK Mladost Privlaka - NK Sladorana Županja 2:0 NK HAŠK Sokol Stari Jankovci - NK Dilj Vinkovci 0:0 NK Budućnost Šiškovci - NK Slavonac Gradište 0:0 | NK Šokadija Babina Greda - NK Mladost Vođinci 0:0 NK Tomislav Cerna - NK Vidor Matijević Srijemske Laze 2:1 NK Frankopan Rokovci-Andrijaševci - NK Zrinski Bošnjaci 5:0 NK Croatia Bogdanovci - NK Hrvatski sokol Mirkovci 2:2 NK Sladorana Županja - HNK Radnički Vukovar 3:0 NK Dilj Vinkovci - NK Mladost Privlaka 1:1 NK Slavonac Gradište - NK HAŠK Sokol Stari Jankovci 1:2 NK Slavonija Soljani - NK Budućnost Šiškovci 4:0  |
| NK Mladost Vođinci - NK Sladorana Županja 3:1 NK Vidor Matijević Srijemske Laze - NK Šokadija Babina Greda 3:2 NK Zrinski Bošnjaci - NK Tomislav Cerna 1:3 NK Hrvatski sokol Mirkovci - NK Frankopan Rokovci-Andrijaševci 3:0 NK Slavonija Soljani - NK Croatia Bogdanovci 4:1 HNK Radnički Vukovar - NK Dilj Vinkovci 1:4 NK Mladost Privlaka - NK Slavonac Gradište 1:1 NK Budućnost Šiškovci - NK HAŠK Sokol Stari Jankovci 0:3 | NK Dilj Vinkovci - NK Mladost Vođinci 1:2 NK Sladorana Županja - NK Vidor Matijević Srijemske Laze 1:1 NK Šokadija Babina Greda - NK Zrinski Bošnjaci 2:0 NK Tomislav Cerna - NK Hrvatski sokol Mirkovci 1:2 NK Frankopan Rokovci-Andrijaševci - NK Slavonija Soljani 1:1 NK Slavonac Gradište - HNK Radnički Vukovar 1:0 NK HAŠK Sokol Stari Jankovci - NK Mladost Privlaka 0:0 NK Croatia Bogdanovci - NK Budućnost Šiškovci 3:1 | NK Mladost Vođinci - NK Slavonac Gradište 1:3 NK Vidor Matijević Srijemske Laze - NK Dilj Vinkovci 0:1 NK Zrinski Bošnjaci - NK Sladorana Županja 1:5 NK Hrvatski sokol Mirkovci - NK Šokadija Babina Greda 2:1 NK Slavonija Soljani - NK Tomislav Cerna 7:0 NK Croatia Bogdanovci - NK Frankopan Rokovci-Andrijaševci 4:0 HNK Radnički Vukovar - NK HAŠK Sokol Stari Jankovci 0:1 NK Budućnost Šiškovci - NK Mladost Privlaka 5:4  |
| NK HAŠK Sokol Stari Jankovci - NK Mladost Vođinci 1:1 NK Slavonac Gradište - NK Vidor Matijević Srijemske Laze 0:1 NK Dilj Vinkovci - NK Zrinski Bošnjaci 3:0 NK Sladorana Županja - NK Hrvatski sokol Mirkovci 0:3 NK Šokadija Babina Greda - NK Slavonija Soljani 2:4 NK Tomislav Cerna - NK Croatia Bogdanovci 1:1 NK Mladost Privlaka - HNK Radnički Vukovar 1:0 NK Frankopan Rokovci-Andrijaševci - NK Budućnost Šiškovci 0:4 | NK Mladost Vođinci - NK Mladost Privlaka 2:0 NK Vidor Matijević Srijemske Laze - NK HAŠK Sokol Stari Jankovci 0:1 NK Zrinski Bošnjaci - NK Slavonac Gradište 1:0 NK Hrvatski sokol Mirkovci - NK Dilj Vinkovci 2:0 NK Slavonija Soljani - NK Sladorana Županja 2:0 NK Croatia Bogdanovci - NK Šokadija Babina Greda 3:0 NK Frankopan Rokovci-Andrijaševci - NK Tomislav Cerna 0:0 NK Budućnost Šiškovci - HNK Radnički Vukovar 0:0 | HNK Radnički Vukovar - NK Mladost Vođinci 3:1 NK Mladost Privlaka - NK Vidor Matijević Srijemske Laze 2:2 NK HAŠK Sokol Stari Jankovci - NK Zrinski Bošnjaci 2:0 NK Slavonac Gradište - NK Hrvatski sokol Mirkovci 1:2 NK Dilj Vinkovci - NK Slavonija Soljani 0:0 NK Sladorana Županja - NK Croatia Bogdanovci 1:2 NK Šokadija Babina Greda - NK Frankopan Rokovci-Andrijaševci 1:2 NK Tomislav Cerna - NK Budućnost Šiškovci 1:4  |
| NK Šokadija Babina Greda - NK Tomislav Cerna 0:0 NK Sladorana Županja - NK Frankopan Rokovci-Andrijaševci 2:0 NK Dilj Vinkovci - NK Croatia Bogdanovci 1:1 NK Slavonac Gradište - NK Slavonija Soljani 1:2 NK HAŠK Sokol Stari Jankovci - NK Hrvatski sokol Mirkovci 1:0 NK Mladost Privlaka - NK Zrinski Bošnjaci 1:2 HNK Radnički Vukovar - NK Vidor Matijević Srijemske Laze 1:0 NK Budućnost Šiškovci - NK Mladost Vođinci 2:3 | NK Vidor Matijević Srijemske Laze - NK Mladost Vođinci 1:1 NK Zrinski Bošnjaci - HNK Radnički Vukovar 0:1 NK Hrvatski sokol Mirkovci - NK Mladost Privlaka 1:2 NK Slavonija Soljani - NK HAŠK Sokol Stari Jankovci 6:1 NK Croatia Bogdanovci - NK Slavonac Gradište 1:2 NK Frankopan Rokovci-Andrijaševci - NK Dilj Vinkovci 1:0 NK Tomislav Cerna - NK Sladorana Županja 0:0 NK Šokadija Babina Greda - NK Budućnost Šiškovci 6:0 | NK Mladost Vođinci - NK Zrinski Bošnjaci 1:0 HNK Radnički Vukovar - NK Hrvatski sokol Mirkovci 5:1 NK Mladost Privlaka - NK Slavonija Soljani 1:1 NK HAŠK Sokol Stari Jankovci - NK Croatia Bogdanovci 4:4 NK Slavonac Gradište - NK Frankopan Rokovci-Andrijaševci 0:1 NK Dilj Vinkovci - NK Tomislav Cerna 4:3 NK Sladorana Županja - NK Šokadija Babina Greda 3:0 NK Budućnost Šiškovci - NK Vidor Matijević Srijemske Laze 2:0  |
| NK Hrvatski sokol Mirkovci - NK Mladost Vođinci 3:1 NK Zrinski Bošnjaci - NK Vidor Matijević Srijemske Laze 0:5 NK Slavonija Soljani - HNK Radnički Vukovar 2:1 NK Croatia Bogdanovci - NK Mladost Privlaka 1:1 NK Frankopan Rokovci-Andrijaševci - NK HAŠK Sokol Stari Jankovci 2:0 NK Tomislav Cerna - NK Slavonac Gradište 2:0 NK Šokadija Babina Greda - NK Dilj Vinkovci 1:0 NK Sladorana Županja - NK Budućnost Šiškovci 3:0 | NK Mladost Vođinci - NK Slavonija Soljani 1:0 NK Vidor Matijević Srijemske Laze - NK Hrvatski sokol Mirkovci 2:0 HNK Radnički Vukovar - NK Croatia Bogdanovci 0:0 NK Mladost Privlaka - NK Frankopan Rokovci-Andrijaševci 1:0 NK HAŠK Sokol Stari Jankovci - NK Tomislav Cerna 0:1 NK Slavonac Gradište - NK Šokadija Babina Greda 2:0 NK Dilj Vinkovci - NK Sladorana Županja 3:0 NK Budućnost Šiškovci - NK Zrinski Bošnjaci 3:0 | NK Croatia Bogdanovci - NK Mladost Vođinci 4:1 NK Slavonija Soljani - NK Vidor Matijević Srijemske Laze 1:2 NK Hrvatski sokol Mirkovci - NK Zrinski Bošnjaci 3:0 NK Frankopan Rokovci-Andrijaševci - HNK Radnički Vukovar 1:0 NK Tomislav Cerna - NK Mladost Privlaka 2:0 NK Šokadija Babina Greda - NK HAŠK Sokol Stari Jankovci 2:1 NK Sladorana Županja - NK Slavonac Gradište 2:1 NK Dilj Vinkovci - NK Budućnost Šiškovci 1:1  |
| NK Mladost Vođinci - NK Frankopan Rokovci-Andrijaševci 6:0 NK Vidor Matijević Srijemske Laze - NK Croatia Bogdanovci 4:1 NK Zrinski Bošnjaci - NK Slavonija Soljani 2:2 HNK Radnički Vukovar - NK Tomislav Cerna 3:0 NK Mladost Privlaka - NK Šokadija Babina Greda 4:0 NK HAŠK Sokol Stari Jankovci - NK Sladorana Županja 2:1 NK Slavonac Gradište - NK Dilj Vinkovci 3:2 NK Budućnost Šiškovci - NK Hrvatski sokol Mirkovci 3:0 | NK Tomislav Cerna - NK Mladost Vođinci 1:1 NK Frankopan Rokovci-Andrijaševci - NK Vidor Matijević Srijemske Laze 0:0 NK Croatia Bogdanovci - NK Zrinski Bošnjaci 2:0 NK Slavonija Soljani - NK Hrvatski sokol Mirkovci 7:0 NK Šokadija Babina Greda - HNK Radnički Vukovar 0:1 NK Sladorana Županja - NK Mladost Privlaka 5:1 NK Dilj Vinkovci - NK HAŠK Sokol Stari Jankovci 4:1 NK Slavonac Gradište - NK Budućnost Šiškovci 2:0 | NK Mladost Vođinci - NK Šokadija Babina Greda 2:0 NK Vidor Matijević Srijemske Laze - NK Tomislav Cerna 0:0 NK Zrinski Bošnjaci - NK Frankopan Rokovci-Andrijaševci 1:0 NK Hrvatski sokol Mirkovci - NK Croatia Bogdanovci 1:3 HNK Radnički Vukovar - NK Sladorana Županja 1:1 NK Mladost Privlaka - NK Dilj Vinkovci 1:1 NK HAŠK Sokol Stari Jankovci - NK Slavonac Gradište 0:3 NK Budućnost Šiškovci - NK Slavonija Soljani 2:2  |
| NK Sladorana Županja - NK Mladost Vođinci 3:1 NK Šokadija Babina Greda - NK Vidor Matijević Srijemske Laze 0:1 NK Tomislav Cerna - NK Zrinski Bošnjaci 2:1 NK Frankopan Rokovci-Andrijaševci - NK Hrvatski sokol Mirkovci 2:0 NK Croatia Bogdanovci - NK Slavonija Soljani 1:0 NK Dilj Vinkovci - HNK Radnički Vukovar 0:0 NK Slavonac Gradište - NK Mladost Privlaka 5:0 NK HAŠK Sokol Stari Jankovci - NK Budućnost Šiškovci 1:0 | NK Mladost Vođinci - NK Dilj Vinkovci 2:3 NK Vidor Matijević Srijemske Laze - NK Sladorana Županja 2:2 NK Zrinski Bošnjaci - NK Šokadija Babina Greda 1:1 NK Hrvatski sokol Mirkovci - NK Tomislav Cerna 0:3 NK Slavonija Soljani - NK Frankopan Rokovci-Andrijaševci 8:2 HNK Radnički Vukovar - NK Slavonac Gradište 2:3 NK Mladost Privlaka - NK HAŠK Sokol Stari Jankovci 3:2 NK Budućnost Šiškovci - NK Croatia Bogdanovci 1:4 | NK Slavonac Gradište - NK Mladost Vođinci 2:2 NK Dilj Vinkovci - NK Vidor Matijević Srijemske Laze 4:0 NK Sladorana Županja - NK Zrinski Bošnjaci 3:3 NK Šokadija Babina Greda - NK Hrvatski sokol Mirkovci 3:0 NK Tomislav Cerna - NK Slavonija Soljani 1:3 NK Frankopan Rokovci-Andrijaševci - NK Croatia Bogdanovci 0:3 NK HAŠK Sokol Stari Jankovci - HNK Radnički Vukovar 3:1 NK Mladost Privlaka - NK Budućnost Šiškovci 3:2  |
| NK Mladost Vođinci - NK HAŠK Sokol Stari Jankovci 2:0 NK Vidor Matijević Srijemske Laze - NK Slavonac Gradište 0:4 NK Zrinski Bošnjaci - NK Dilj Vinkovci 0:2 NK Hrvatski sokol Mirkovci - NK Sladorana Županja 4:4 NK Slavonija Soljani - NK Šokadija Babina Greda 2:1 NK Croatia Bogdanovci - NK Tomislav Cerna 0:3 HNK Radnički Vukovar - NK Mladost Privlaka 2:3 NK Budućnost Šiškovci - NK Frankopan Rokovci-Andrijaševci 2:1 | NK Mladost Privlaka - NK Mladost Vođinci 2:2 NK HAŠK Sokol Stari Jankovci - NK Vidor Matijević Srijemske Laze 0:0 NK Slavonac Gradište - NK Zrinski Bošnjaci 4:0 NK Dilj Vinkovci - NK Hrvatski sokol Mirkovci 5:0 NK Sladorana Županja - NK Slavonija Soljani 2:0 NK Šokadija Babina Greda - NK Croatia Bogdanovci 5:0 NK Tomislav Cerna - NK Frankopan Rokovci-Andrijaševci 1:2 HNK Radnički Vukovar - NK Budućnost Šiškovci 3:2 | NK Mladost Vođinci - HNK Radnički Vukovar 1:0 NK Vidor Matijević Srijemske Laze - NK Mladost Privlaka 2:2 NK Zrinski Bošnjaci - NK HAŠK Sokol Stari Jankovci 4:1 NK Hrvatski sokol Mirkovci - NK Slavonac Gradište 1:5 NK Slavonija Soljani - NK Dilj Vinkovci 2:1 NK Croatia Bogdanovci - NK Sladorana Županja 5:1 NK Frankopan Rokovci-Andrijaševci - NK Šokadija Babina Greda 2:0 NK Budućnost Šiškovci - NK Tomislav Cerna 2:3  |